# Biantes brevis
Biantes brevis is een hooiwagen uit de familie Biantidae. De wetenschappelijke naam van Biantes brevis gaat terug op J. Martens.